# Oreopanax compactus
Oreopanax compactus là một loài thực vật có hoa trong Họ Cuồng cuồng. Loài này được M.J.Cannon & Cannon mô tả khoa học lần đầu tiên vào năm 1989.